# Carlos Restrepo
Carlos Alberto Restrepo Isaza (Medellín, 5 marzo 1961) è un allenatore di calcio colombiano, tecnico del CD Olimpia.

## Carriera
Dopo aver allenato varie squadre in Sud e Centro America, nel 2012 è diventato commissario tecnico della Nazionale Under-20 della Colombia e nel 2016 ha guidato la Nazionale olimpica ai Giochi Olimpici del Brasile, portandola ai quarti di finale, miglior risultato della nazionale.